# Cashew
Cashew eller akajutræ (Anacardium occidentale) er et træ i sumak-familien (Anacardiaceae). Det er et tropisk stedsegrønt træ, som er hjemmehørende i Sydamerika. Fra træet fås cashewnødder (også kaldet elefantlus, kasjunødder eller akajunødder) som botanisk set er kernen i en stenfrugt, samt cashewæbler som er en falsk frugt som egentlig er frugtstilken som er opsvulmet.

## Beskrivelse
Cashew er et stedsegrønt træ som bliver op til 12 m højt. Det har spredte kortstilkede blade som er ægformede, fjerstrengede og glatte og op 20 cm lange og 15 cm bredde og afrundede eller indskårne i spidsen. Blomsterne, som sidder i en 10-20 cm lang top, er grønne og rødlige og næsten radialt symmetriske med 5 bægerblade, 5 kronblade, 10 støvdragere og en enrummet og enægget frugtknude med en griffel. Frugten er en krum stenfrugt som er ca. 3 cm lang og 2,5 cm bred. Den sidder på den forstørrede frugtstilk (cashewæblet) som er rød eller gullig, pæreformet 10-20 cm lang og 4-8 cm bred.
Grenene vokser nogen gange udad i stedet for opad og kan bøje sig mod jorden og slå nye rødder, og et træ kan derved brede over store arealer. En cashew i Brasilien med denne vækstform, som dækker omkring 7.500 m2, blev i 1994 optaget i Guinness Book of Records som verdens største cashew. Træet er anslået til at være over 1000 år gammel.
- Botaniske illustrationer
- Træ i Mozambique i det sydøstlige Afrika
- Stamme i Bangladesh
- Blomster
- Pollenkorn
- Umodne frugter
- Frugter til salg på et brasiliansk marked

## Udbredelse
Cashew er hjemmehørende i tropisk Sydamerika i Bolivia, Brasilien, Colombia, Ecuador, Guyana, Peru, Surinam, Trinidad og Tobago og Venezuela.
Træet er indført og dyrket i mange tropiske områder i Mellemamerika, Caribien, Afrika og Asien i blandt andet Angola, Bangladesh, Belize, Benin, Burkina Faso, Cambodja, Cameroun, Carolinerne., Caymanøerne, Centralafrikanske Republik, Comorerne, DR Congo, Republikken Congo, Costa Rica, Cuba, Dominikanske Republik, El Salvador, Fransk Guyana, Gambia, Guatemala, Guinea, Guinea-Bissau, øerne i Guineabugten, Haiti, Honduras, Indien, Indonesien, Jamaica, Kenya, Kina, Laos, Leeward Islands, Malaysia, Marianerne, Marquesas, Mexico, Mozambique, Myanmar, Nicaragua, Nicobarerne, Puerto Rico, Senegal, Seychellerne, Selskabsøerne, Sri Lanka, Sudan, Sydafrika, Taiwan, Tanzania, Thailand, Tuamotu, Vietnam, Wallis og Futuna, Windwardøerne, Zambia, Zimbabwe.

## Dyrkning
Det dyrkes generelt i områderne mellem 25 °N og 25 °S. Det er kuldefølsomt, og steder med en minimumstemperatur under 7° C er ikke egnet til dyrkning af cashew. En gennemsnitlig temperatur omkring 25° C er optimalt, men det kan godt tåle højere temperaturer. Det kan klare sig med 1.000 mm årlig nedbør, men vokser bedre bedre med 1500 til 2000 mm. Det skal helst være tørt når træet blomstrer, og omkring høsttid hvor nødderne ofte tørres på jorden.

## Anvendelse
Cashewæbler kan spises rå eller bruges til marmelade eller chutney. Saften kan drikkes eller bruges til fremstilling af vin eller likør. Frugterne har dårlig holdbarhed og begynder at forgære 1 døgn efter de er plukkede. Cashewæbler er særligt rige på C-vitamin og indeholder også en del calcium, jern og B1-vitamin.
Cashewnødder spises ofte ristede og saltede, og indgår også i mange madretter. De indeholder 21 % protein. Nøddeskallen indeholder cashewolie, som er ætsende og kan give forbrændinger på hud og slimhinder. Derfor sælges cashewnødder altid afskallede. Ved manual afskalning kan en person behandle omkring 200 nødder i timen med brug af specielle hamre af træ og bøjet wire. Mekanisk afskalning er vanskeligt på grund af nøddens uregelmæssige form, hårde skal og skøre kerne. Nogle maskiner til afskalning bruger trykluft. En nyere metode til afskalning går ud på først at skære en rille i skallen og så centrifugere nødderne, så de knækkes af centrifugalkraften når de rammer en metalplade i centrifugen. Det er muligt at få hele kerner fra op til 85 % af nødderne ved centrifugering.
Cashewolien udvindes også. Det er trods navnet ikke olie, men en blanding af anacardinsyre (en) og cardol (en). Der kendes over 200 anvendelser af cashewolie, heriblandt fremstilling af bremsebelægninger og materialer som skal være modstandsdygtige overfor varme, friktion, syrer og baser.
Frøskallerne kan efter fjernelse af cashewolien også anvendes. Der kan udvindes catechu (en) som er et materiale som eller normalt fremstilles af Akacie-træer, og de har adskillige biokemiske og kemiske anvendelser som adsorbenter, kompositter, biopolymerer, farvestofer og til enzymsyntese, og kan bruges til som foder.
Veddet er insektafvisende og bruges blandt til andet til bogkasser og andre møbler, både, emballage og trækul.
Forskellige dele af træet, herunder blade, bark, gummi, træ, saft og rødder, er også brugt i folkemedicin. Barken, som indeholder tanniner, er brugt til garvning af læder. Hinden omkring kernen er brugt til kvægfoder. Gummi fremstillet af cashew kan bruges i stedet for gummi arabikum, og saften kan bruges til fremstilling af blæk.

## Billeder
- Kvinder som afskaller cashewnødder i Burkina Faso i Vestafrika
- En kvinde som afskaller cashewnødder med en maskine i Thailand
- Saltede og ristede cashewnødder
- Cashewspirer som spises rå eller kogte